# ホワイトオーク
ホワイトオーク（英： white oak）は、コナラ属（オーク）コナラ節の落葉広葉樹の総称である。 （コナラ族は五つの「節」Section からなる。Quercusコナラ節=ホワイトオーク節、Mesobalanus節、Cerris節、Protobalanus節、Lobatae節=レッドオーク節）
特定の種アルバオーク Quercus alba を意味することもあるが、広義には複数種の総称として使い、日本ではその用法が主である。なお、シラカシ（白樫、アカガシ亜属）とは異なるので注意。
いくつかの種は旧大陸に産するが、ホワイトオークとして流通するのは主に北米産である
材が白色に近いため、ホワイトオークと呼ばれる。辺材は淡黄白色、心材は淡黄褐色である。

## 用途
家具、造作材、床、合板、船、枕木、ワイン・ウィスキーなど酒類の樽など。
どんぐりはアクが少なく、生食が可能。

## 主な種

### 新大陸
- アルバオーク（ホワイトオーク） Quercus alba
- スワンプホワイトオーク (swamp white oak) Quercus bicolor
- メサオーク (mesa oak) Quercus engelmannii
- オレゴンホワイトオーク (Oregon white oak) Quercus garryana
- オーバーカップオーク (overcup oak) Quercus lyrata
- バーオーク (bur oak) Quercus macrocarpa
- スワンプチェストナットオーク (swamp chestnut oak) Quercus michauxii
- チェストナットオーク  (chestnut oak) Quercus montana
- チンカピンオーク (Chinkapin oak) Quercus muhlenbergii
- ポストオーク (post oak) Quercus stellata
- サザンライブオーク（ライブオーク） (southern live oak) Quercus virginiana

### 旧大陸
- ナラガシワ Quercus aliena
- ミズナラ Quercus crispula
- カシワ Quercus dentata
- セイヨウヒイラギガシ（ホーリーオーク） (holly oak) Quercus ilex
- モンゴリナラ（モウコガシワ） Quercus mongolica
- セシルオーク (Sessile oak) Quercus petraea
- オウシュウナラ（イングリッシュオーク、コモンオーク） (English oak) Quercus robur
- コナラ Quercus serrata